# 4197 Morpheus
4197 Morpheus eller 1982 TA är en asteroid som korsar Venus, Jordens och Mars omloppsbanor. Den upptäcktes 11 oktober 1982 av de båda amerikanska astronomerna Eleanor F. Helin och E. M. Shoemaker vid Palomar-observatoriet. Den är uppkallad efter Morfeus i den grekiska mytologin.
Asteroiden har en diameter på ungefär 1 kilometer och den tillhör asteroidgruppen Apollo.